# Fronte di Azione Popolare
Il Fronte di Azione Popolare (spagnolo: Frente de Acción Popular - FRAP) fu un'alleanza dei partiti di sinistra e centro-sinistra cileni che sostenne il socialista Salvador Allende alle elezioni presidenziali del 1958 e del 1964. Nasce come un ampliamento del Frente Nacional del Pueblo.
Fu creato il 28 febbraio 1956 come una coalizione politica ed elettorale di unità delle forze di sinistra, principalmente socialiste e comuniste. Il FRAP univa forze politiche che presentavano un programma comune antimperialista, antioligarchico e antifeudale. Nel 1969 il FRAP si trasformò in una coalizione più ampia che comprendeva anche forze politiche più di centro, la Unidad Popular.
I partiti che formavano il Frente de Acción Popular furono i seguenti:
- Partito Socialista del Cile;
- Partito Comunista del Cile;
- Partito Socialista Popolare (fino al 1957 quando si unì al Partito Socialista del Cile);
- PADENA (Partito Democratico Nazionale), nato nel 1960 dalla confluenza tra Partito Democratico del Popolo e Partito Democratico del Cile (il Padena si ritirò dal FRAP nel 1965);
- Avanguardia Nazionale del Popolo, nata 1958 dalla fusione tra vari gruppi minori, tra cui Partito del Lavoro e Socialdemocrazia.

| Controllo di autorità | VIAF (EN) 123104019 · LCCN (EN) no96013562 · J9U (EN, HE) 987007428039905171 |